# Eklektyzm

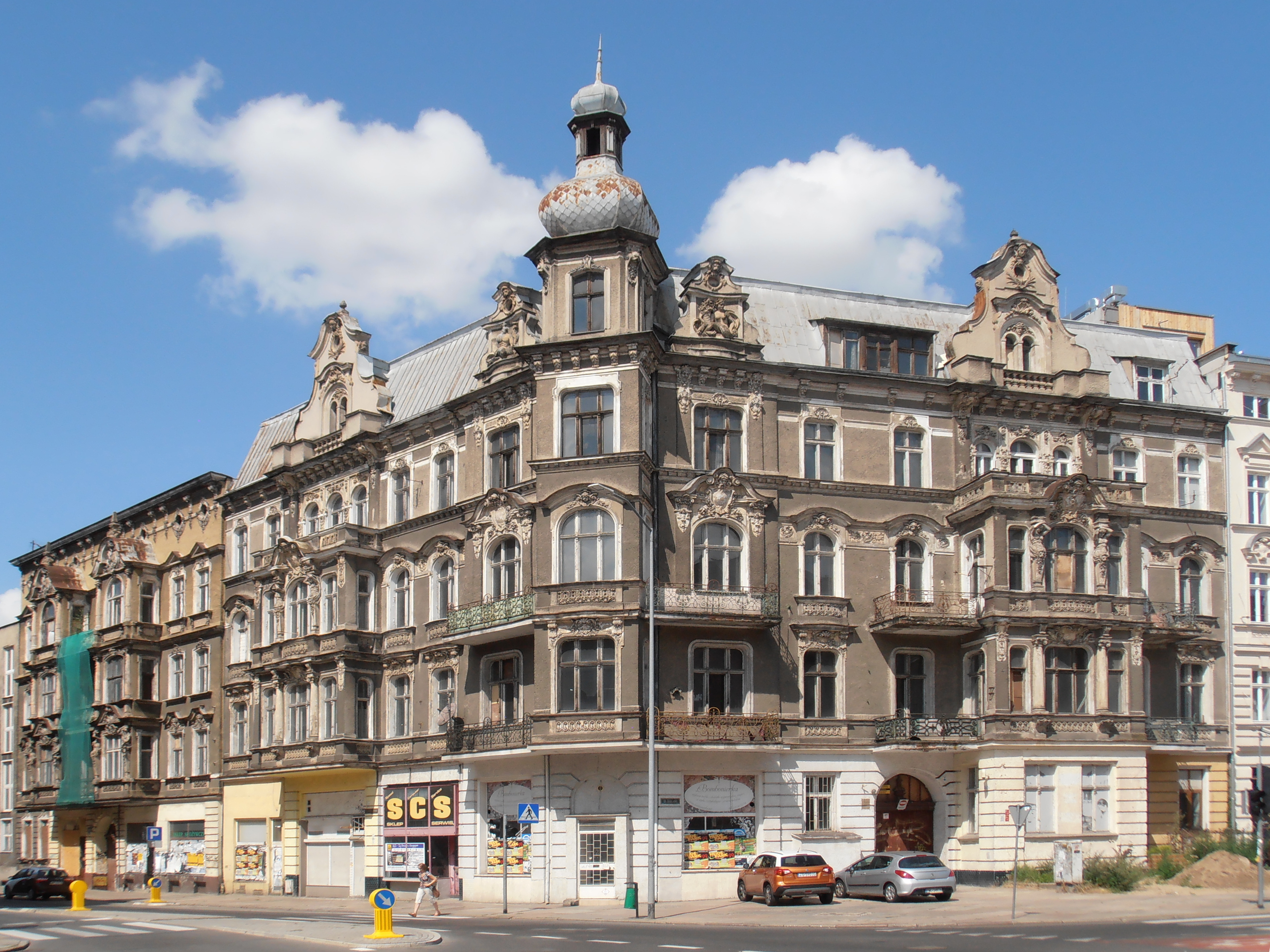
Kamienica przy ulicy Śląskiej 38 w Szczecinie – przykład eklektyzmu w architekturze

Eklektyzm – łączenie w całość zróżnicowanych elementów, teorii, pojęć, które zostały zapożyczone z różnych stylów, doktryn, epok.
W sztuce to twórczość kompilacyjna, łącząca różne elementy i treści z różnych stylów, epok i kierunków artystycznych, nieprowadząca do nowej syntezy, nieoryginalna. W architekturze eklektyzm jest jednym z odłamów historyzmu (zob. eklektyzm w architekturze).
W filozofii eklektyzm to łączenie różnych teorii, pojęć, koncepcji w jedną całość, zwłaszcza eklektyzm starożytny i eklektyzm niemiecki z XVIII wieku.
W psychologii eklektyzm jest podejściem, zgodnie z którym na psychikę czy zachowanie wpływa wiele czynników.
W kontekście krytyki tekstu eklektyzm oznacza analizę możliwie jak największej liczby źródeł i wybór najlepszych spośród nich.